# Tamaryszek

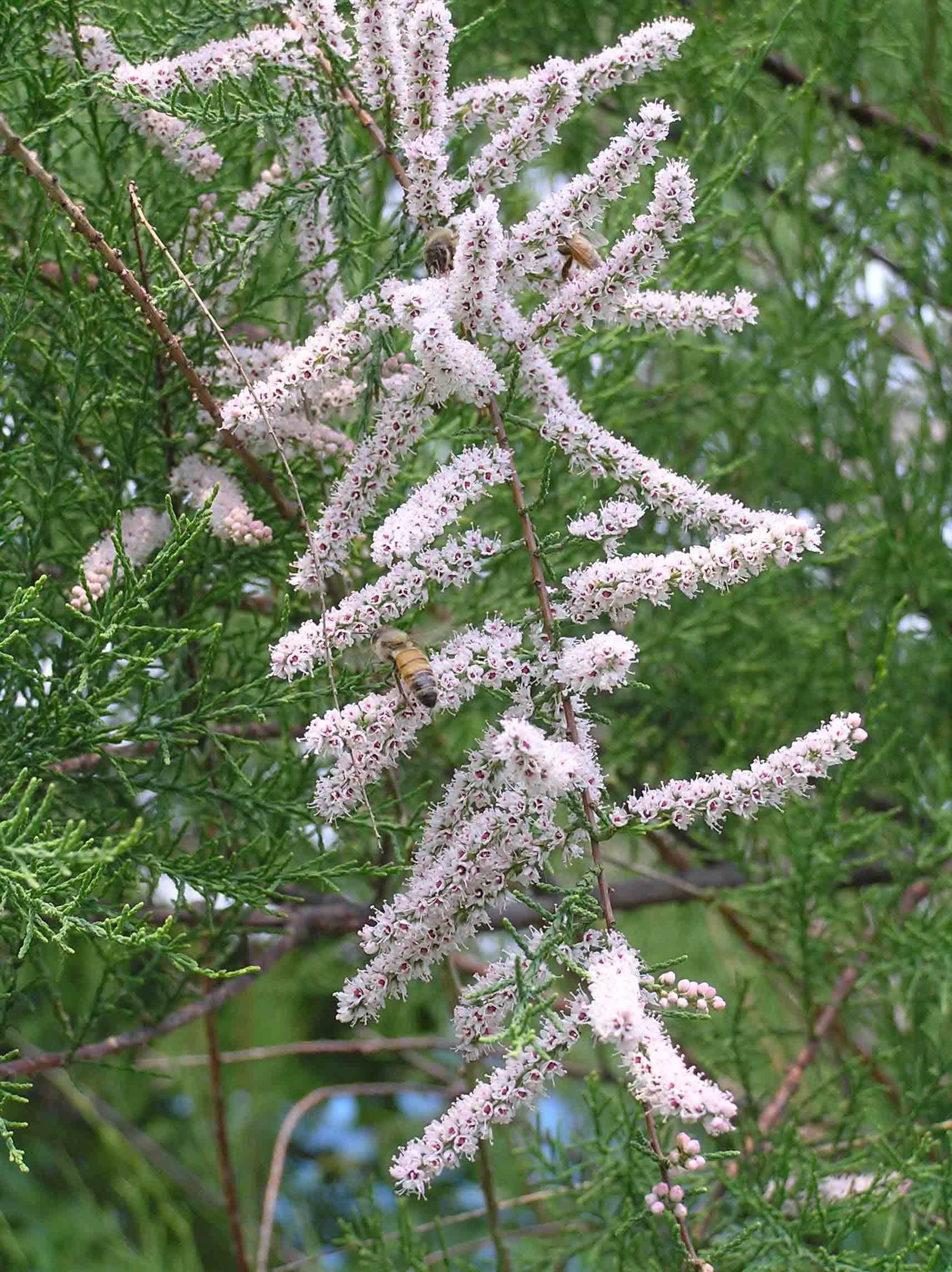
Kwiaty tamaryszka chińskiego

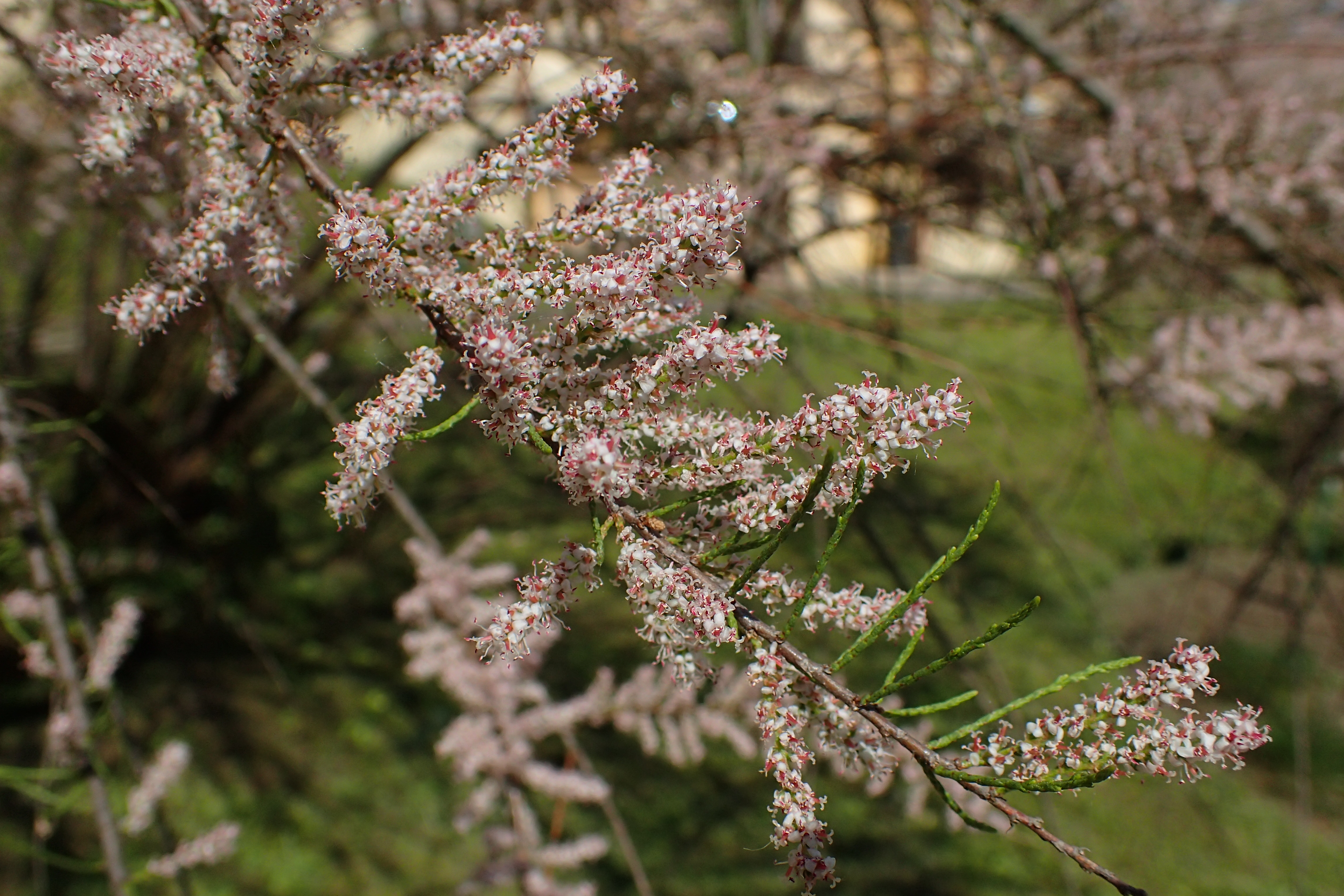
Kwiaty tamaryszka czteropręcikowego

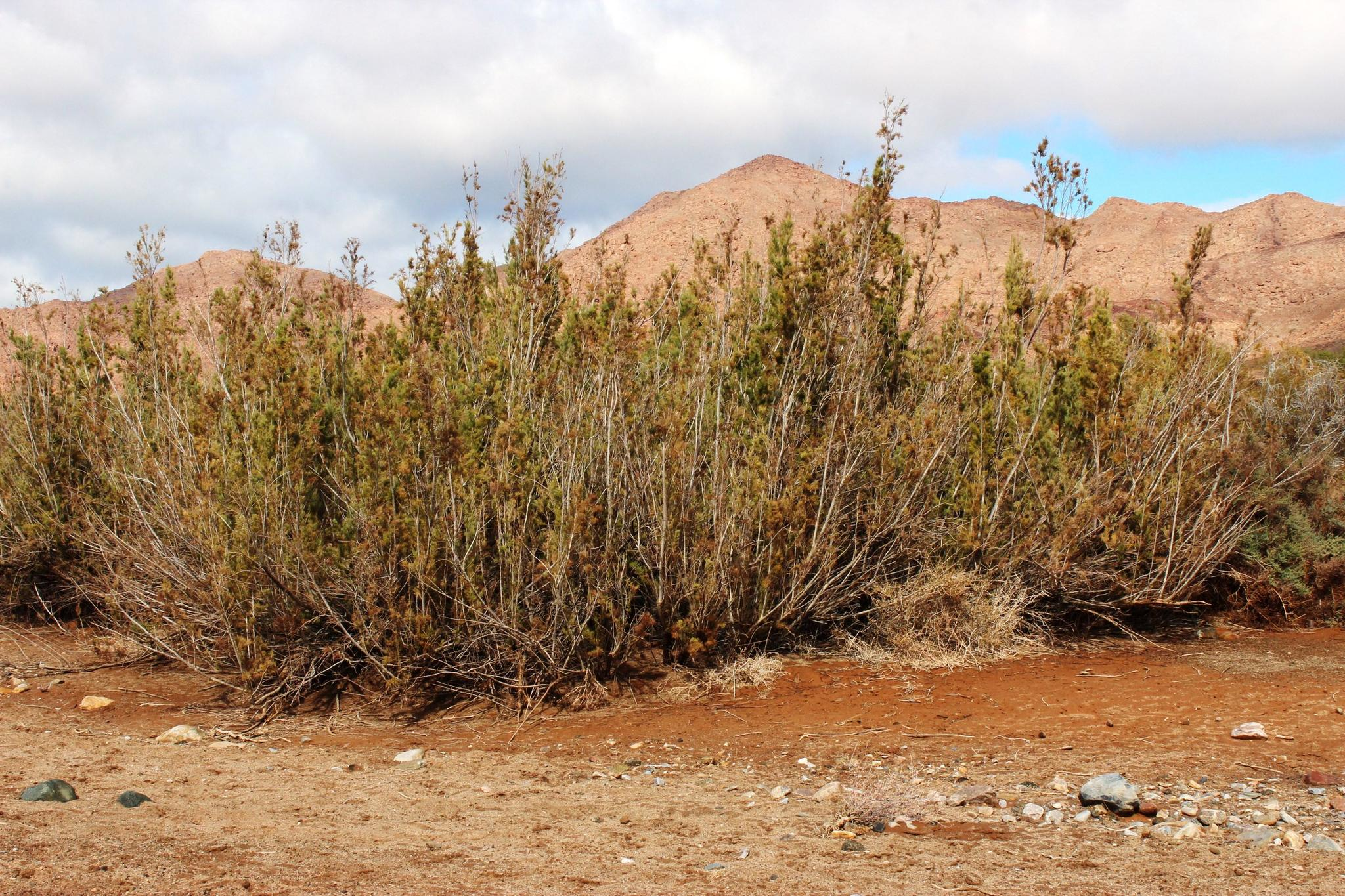
Tamarix usneoides w Republice Południowej Afryki

Tamaryszek (Tamarix L.) – rodzaj krzewów lub małych drzew z rodziny tamaryszkowatych. Liczy około 60–90 gatunków, trudnych do delimitacji (baza taksonomiczna Plants of the World online wymienia 73 gatunki zweryfikowane). Rośliny te występują naturalnie w Eurazji i północnej Afryce na obszarze od Wysp Kanaryjskich poprzez basen Morza Śródziemnego i Azję, po Chiny na wschodzie. Jeden gatunek rośnie także w południowo-zachodniej Afryce. Tamaryszki zostały szeroko rozprzestrzenione jako rośliny ozdobne i wiatrochronne, mało wymagające i znoszące warunki pustynne. W wyniku introdukcji stały się inwazyjne w Australii i Nowej Zelandii, na Hawajach, w Ameryce Północnej i Południowej.
Są to rośliny drzewiaste rosnące na piaskach i żwirach wzdłuż wybrzeży morskich, na pustyniach oraz na żwirowych brzegach i wysychających korytach rzek na obszarach górskich.
Nazwa naukowa wywodzona jest z arabskiego słowa tamr oznaczającego „drzewo o ciemnej korze” lub od nazwy rzeki Tamaris w Hiszpanii.

## Morfologia
PokrójOkazałe krzewy lub niskie drzewa do 10 m, zwykle o krótkim pniu i silnie rozgałęzionej, ale luźnej koronie, tworzonej przez cienkie, często przewisające pędy. Pędy zazwyczaj są nagie i w dwojakiej postaci – trwałe i drewniejące oraz zielone, asymilacyjne, zrzucane zimą.
LiścieDrobne, łuskowate, gęsto dachówkowato osadzone na pędach, siedzące, czasem obejmujące łodygę (T. tetragyna) lub nawet pochwiaste (T. aphylla), zwykle opadające na zimę. W liściach znajdują się gruczołki wydzielające sól.
KwiatyObupłciowe, rzadko jednopłciowe, drobne, ale bardzo liczne, zebrane w kłosowate grona, często tworzące szczytowe wiechy na zeszłorocznych lub tegorocznych pędach. Kwiaty wsparte są jedną przysadką. Kielich złożony z 4 lub 5 działek, czasem mięśniejących, całobrzegich lub ząbkowanych. Płatki w liczbie odpowiadającej liczbie działek, trwałe (zasychają i stają się papierzaste) lub odpadające po kwitnieniu. Zwykle są różowe i osiągają ok. 3 mm długości, maksymalnie 6 mm. Pręciki w liczbie 4–5 naprzeciwległe działkom kielicha lub bardzo liczne. Nitki pręcików zwykle wolne, pylniki kształtu sercowatego, pękają podłużnymi szczelinami. Zalążnia powstaje z 3 lub 4 owocolistków, ma kształt stożkowaty i zawiera liczne zalążki. Szyjki słupka są trzy lub cztery, zwieńczone są główkowatymi znamionami.
OwoceSuche, stożkowate torebki otwierające się odosiowo, z bardzo drobnymi nasionami. Nasiona z włoskami na jednym końcu.

## Biologia i ekologia
Krzewy bardzo wytrzymałe na suszę, znaczne zasolenie gleby, zanieczyszczenie powietrza atmosferycznego. Wymagają stanowisk słonecznych, gleb lekkich, piaszczystych. W naturze rosną często w wyschniętych korytach rzek na glebach zasolonych. Kwiaty zapylane są przez owady. Nasiona rozsiewane są przez wiatr.

## Systematyka
Pozycja systematyczna
Rodzaj z rodziny tamaryszkowatych (Tamaricaceae).
Wykaz gatunków
- Tamarix africana Poir.
- Tamarix alii Qaiser
- Tamarix amplexicaulis Ehrenb.
- Tamarix androssowii Litv.
- Tamarix aphylla (L.) H.Karst. – tamaryszek bezlistny
- Tamarix aralensis Bunge
- Tamarix arborea (Sieber ex Ehrenb.) Bunge
- Tamarix arceuthoides Bunge – tamaryszek jałowcowaty
- Tamarix aucheriana (Decne. ex Walp.) B.R.Baum
- Tamarix austromongolica Nakai
- Tamarix baluchistanica Qaiser
- Tamarix boveana Bunge
- Tamarix brachystachys Bunge
- Tamarix canariensis Willd.
- Tamarix chinensis Lour. – tamaryszek chiński
- Tamarix dalmatica B.R.Baum
- Tamarix dioica Roxb. ex Roth
- Tamarix dubia Bunge
- Tamarix duezenlii Çakan & Ziel.
- Tamarix elongata Ledeb.
- Tamarix ericoides Rottler & Willd.
- Tamarix florida Bunge
- Tamarix gallica L. – tamaryszek francuski
- Tamarix gansuensis H.Z.Zhang ex P.Y.Zhang & M.T.Liu
- Tamarix gennessarensis Zohary
- Tamarix gracilis Willd.
- Tamarix hampeana Boiss. & Heldr.
- Tamarix hispida Willd.
- Tamarix hohenackeri Bunge
- Tamarix humboldtiana Akhani, Borsch & N.Samadi
- Tamarix indica Willd.
- Tamarix jintaensis P.Y.Zhang & M.T.Liu
- Tamarix jordanis Boiss.
- Tamarix karelinii Bunge
- Tamarix kasahorum Gorschk.
- Tamarix kermanensis B.R.Baum
- Tamarix komarovii Gorschk.
- Tamarix korolkowii Regel & Schmalh.
- Tamarix kotschyi Bunge
- Tamarix kutchensis B.V.Shetty & R.P.Pandey
- Tamarix laxa Willd.
- Tamarix leptopetala Bunge
- Tamarix leptostachya Bunge
- Tamarix litwinowii Gorschk.
- Tamarix macrocarpa (Ehrenb.) Bunge
- Tamarix mascatensis Bunge
- Tamarix meyeri Boiss.
- Tamarix minoa J.L.Villar, Turland, Juan, Gaskin, M.A.Alonso & M.B.Crespo
- Tamarix mongolica Nied.
- Tamarix negevensis Zohary
- Tamarix nilotica (Ehrenb.) Bunge
- Tamarix octandra Bunge
- Tamarix pakistanica Qaiser
- Tamarix palaestina Bertol.
- Tamarix parviflora DC.
- Tamarix passerinoides Delile ex Decne.
- Tamarix pycnocarpa DC.
- Tamarix ramosissima Ledeb. – tamaryszek rozgałęziony
- Tamarix rosea Bunge
- Tamarix sachensis P.Y.Zhang & M.T.Liu
- Tamarix salina Dyer
- Tamarix sarenensis Qaiser
- Tamarix senegalensis DC. – tamaryszek mannowy
- Tamarix smyrnensis Bunge
- Tamarix stricta Boiss.
- Tamarix sultanii Qaiser
- Tamarix szovitsiana Bunge
- Tamarix taklamakanensis M.T.Liu
- Tamarix tarimensis P.Y.Zhang & M.T.Liu
- Tamarix tenuissima Nakai
- Tamarix tetragyna Ehrenb.
- Tamarix tetrandra Pall. ex M.Bieb. – tamaryszek czteropręcikowy
- Tamarix usneoides E.Mey. ex Bunge

## Zastosowanie
Ze względu na znoszenie gleb zasolonych i warunków pustynnych (gleb piaszczystych, suszy, zasypywania) tamaryszki stosowane są w nasadzeniach wiatrochronnych na wybrzeżach i terenach pustynnych, sadzone są dla umacniania piasków. Liczne gatunki uprawiane są jako rośliny ozdobne w ogrodach i terenach zieleni publicznej. Ze względu na pokrój i znoszenie cięcia – mogą być formowane w efektowne drzewka o płaczącym pokroju. Do częściej uprawianych jako ozdobne należy tamaryszek chiński, którego pędy wykorzystywane są też w plecionkarstwie, oraz tamaryszek czteropręcikowy i rozgałęziony (dwa ostatnie spotykane są najczęściej w Polsce). Ze względu na ażurowe korony, drobne ulistnienie i różowe zabarwienie są cenione w do stosowania w zestawieniach kontrastowych. Są to też rośliny miododajne.
Galasy powstające na tarmaryszkach, cechujące się dużą zawartością taniny, stosowane są do garbowania skór owczych i kozich oraz barwienia ich na kolor różowy do purpurowego. Także kora tamaryszków zawiera duże ilości taniny i jest wykorzystywana z tego powodu leczniczo. Na pędach tamaryszka mannowego T. senegalensis (syn. T. mannifera) ukłucia czerwców powodują powstawanie słodkiej wydzieliny zwanej manną, wykorzystywanej w medycynie ludowej i utożsamianą z biblijną manną.
Kwiatostany tamaryszka bezlistnego wykorzystywane są jako ozdoba włosów przez kobiety w Indiach.